# Monts Kirishima
Pour les articles homonymes, voir Kirishima (homonymie).
Les monts Kirishima (霧島山, Kirishimayama), sont un massif montagneux d'origine volcanique du Japon composée de plus d'une vingtaine de cônes et de cratères volcaniques, parmi lesquels les monts Shinmoe, Karakuni, Takachihonomine, avec à proximité le lac Miike.

## Géographie

### Situation
Les monts Kirishima sont situés dans le Sud du Japon, sur l'île de Kyūshū, au nord de la baie de Kagoshima, à cheval sur les préfectures de Kagoshima et de Miyazaki.

### Topographie
Les principaux sommets des monts Kirishima sont :
- le mont Karakuni (1 700 m), leur point culminant ;

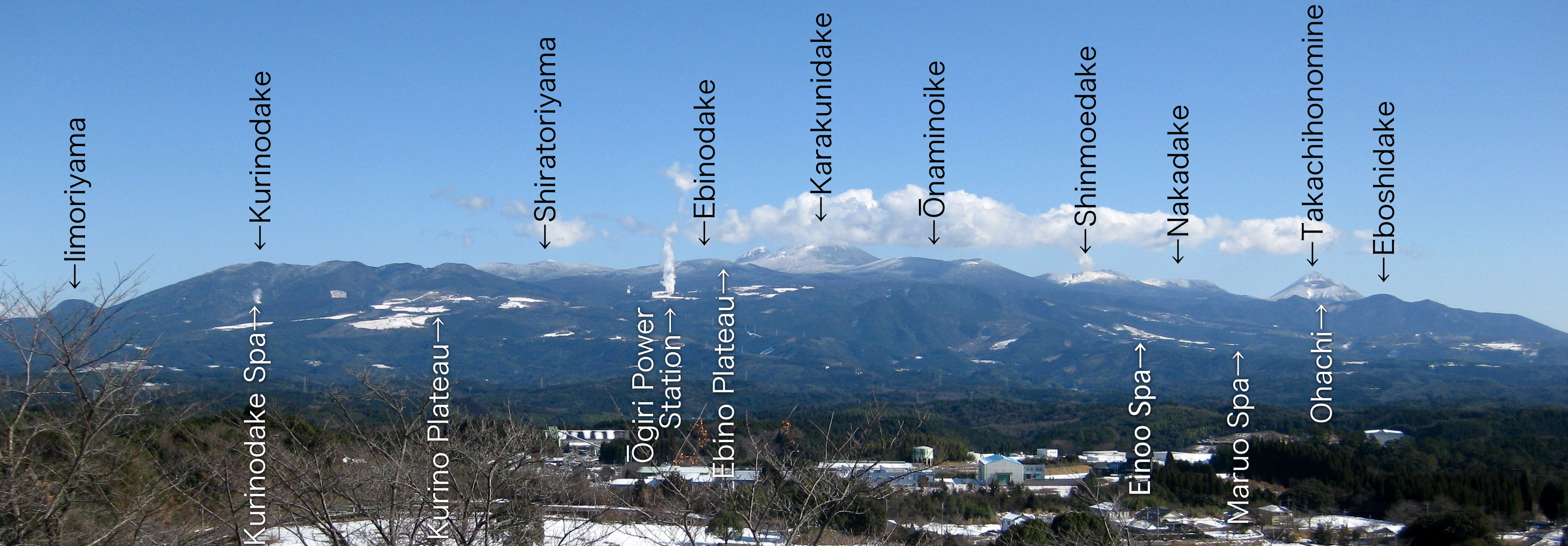
Vue annotée depuis Yokogawa.

- le Takachihonomine (1 574 m) ;
- le mont Shinmoe (1 421 m) ;
- le mont Iō (ja) (1 317 m).

## Histoire
Les monts Kirishima sont composés de plusieurs édifices volcaniques dont l'activité est mentionnée dans des documents historiques depuis l'année 742. La plus ancienne éruption enregistrée remonte à 1923. Le mont Shinmoe, en particulier, est entré en éruption en 2011 et 2017.
L'agence météorologique du Japon, se conformant à des normes internationales depuis 2003, considère qu'un volcan est actif s'il est entré en éruption au cours de l'Holocène, soit depuis les 10 000 dernières années environ, ou s'il manifeste une activité géothermique importante, et classe ainsi les monts Kirishima dans sa liste des volcans actifs du Japon.